# Thindia cupressi
Thindia cupressi är en svampart som beskrevs av Korf & Waraitch 1971. Thindia cupressi ingår i släktet Thindia och familjen Sarcoscyphaceae.   Inga underarter finns listade i Catalogue of Life.